# Julia Popova
Pour les articles homonymes, voir Popov.
Julia Popova, née le 29 avril 1988, est une rameuse russe.

## Palmarès

### Championnats d'Europe
- 2015 à Poznań, (Pologne)
  -  Médaille d'or en Huit